# Muzeum Bodego
Muzeum im. Bodego (niem. Bode-Museum) – muzeum w Berlinie, położone na tzw. Wyspie Muzeów. Neobarokowy budynek został wzniesiony w latach 1897–1904 na podstawie projektu królewskiego architekta Ernsta von Ihnego. Pierwsza nazwa muzeum została nadana na cześć cesarza Fryderyka III – Muzeum Cesarza Fryderyka. W latach 50. XX wieku muzeum nadano imię pierwszego dyrektora generalnego berlińskich muzeów królewskich Wilhelma von Bodego (1845-1929).

## Najważniejsze zbiory
- kolekcja malarstwa i rzeźby nowożytnej - m.in. Donatello, Verrocchio, Bernini
- kolekcja rzeźb z kości słoniowej z XVII i XVIII wieku
- kolekcja sztuki bizantyjskiej
- dział numizmatyczny zawierający zbiory monet od VII wieku p.n.e. - XX wieku

Muzeum Bodego - Bode-Museum Berlin
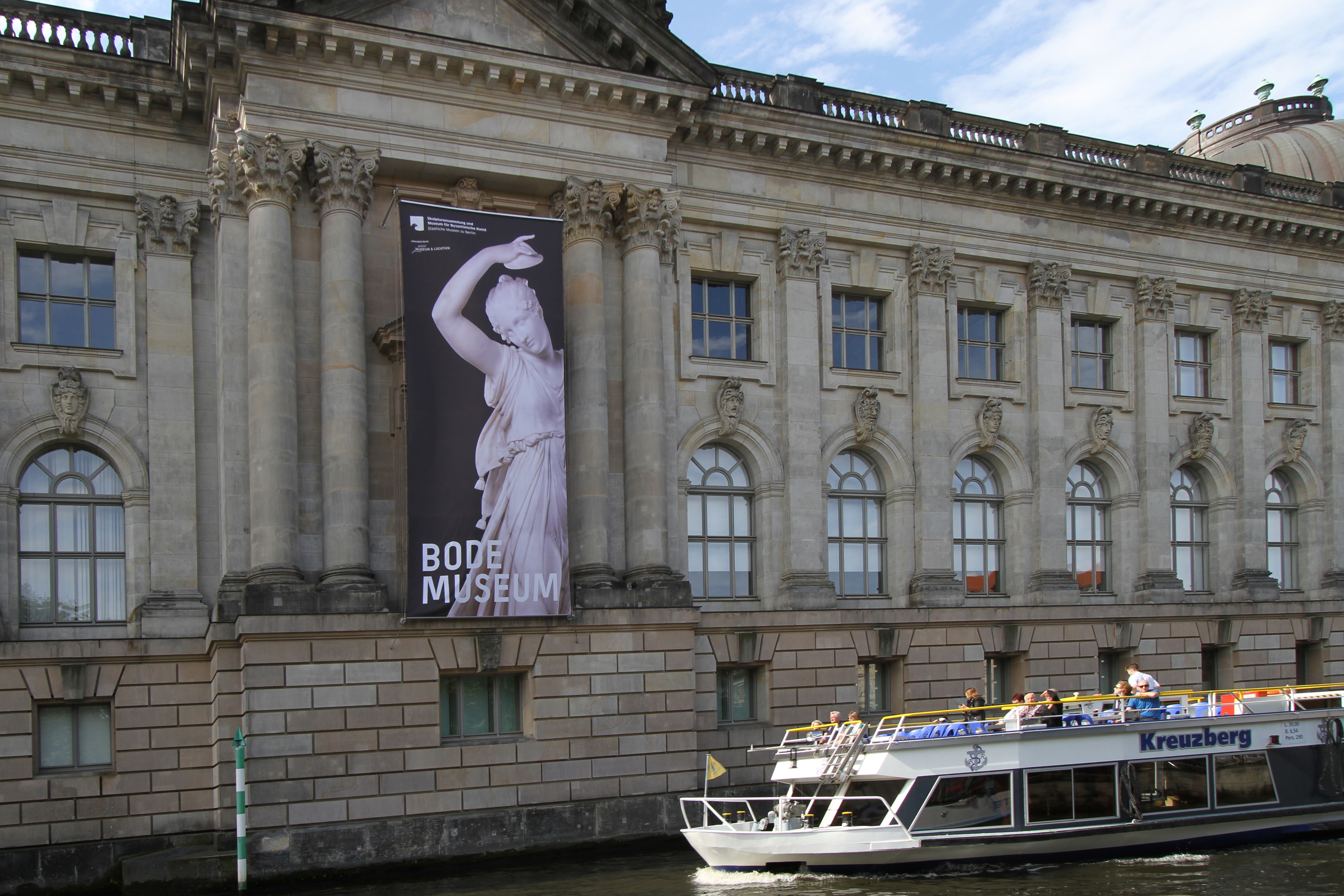
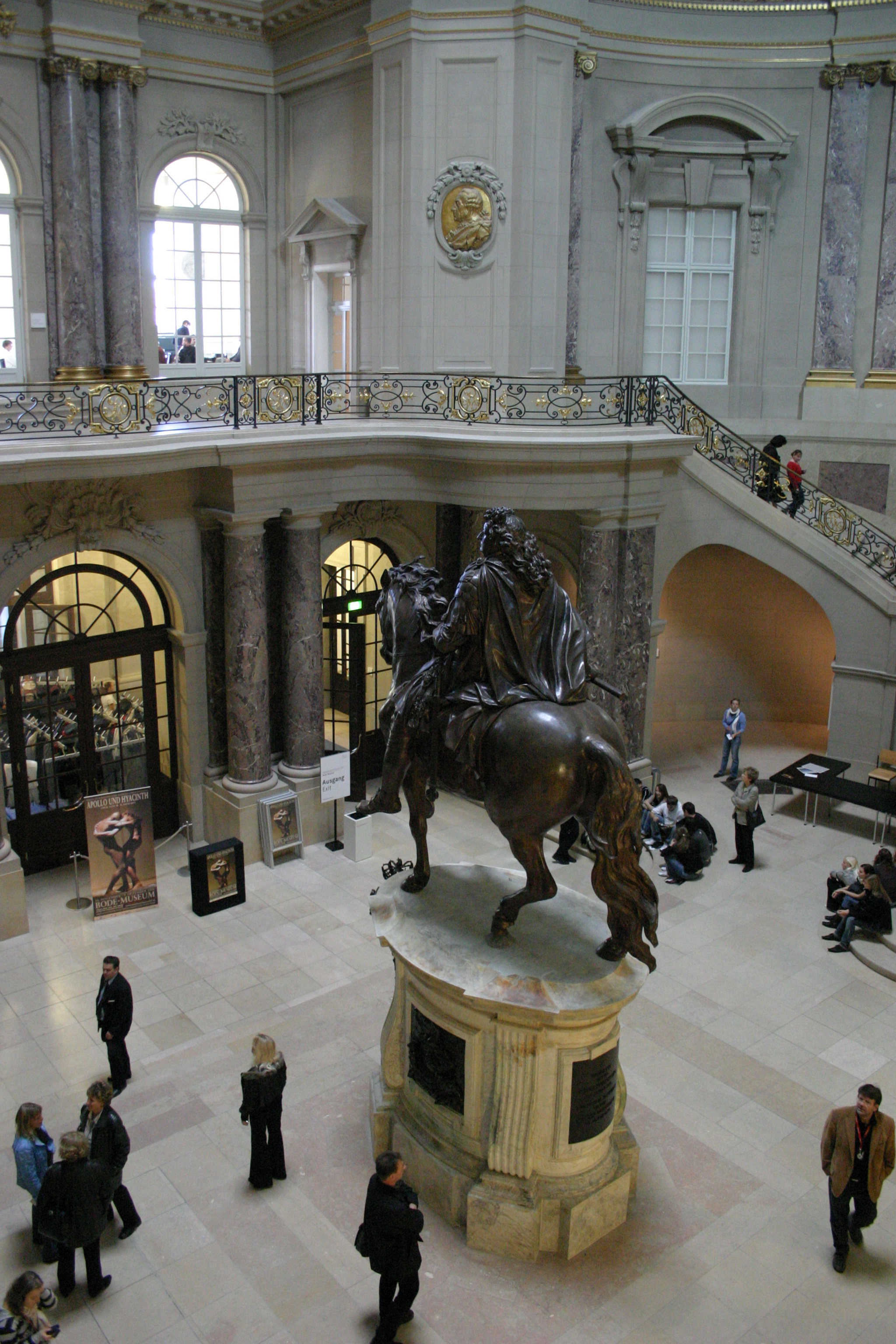
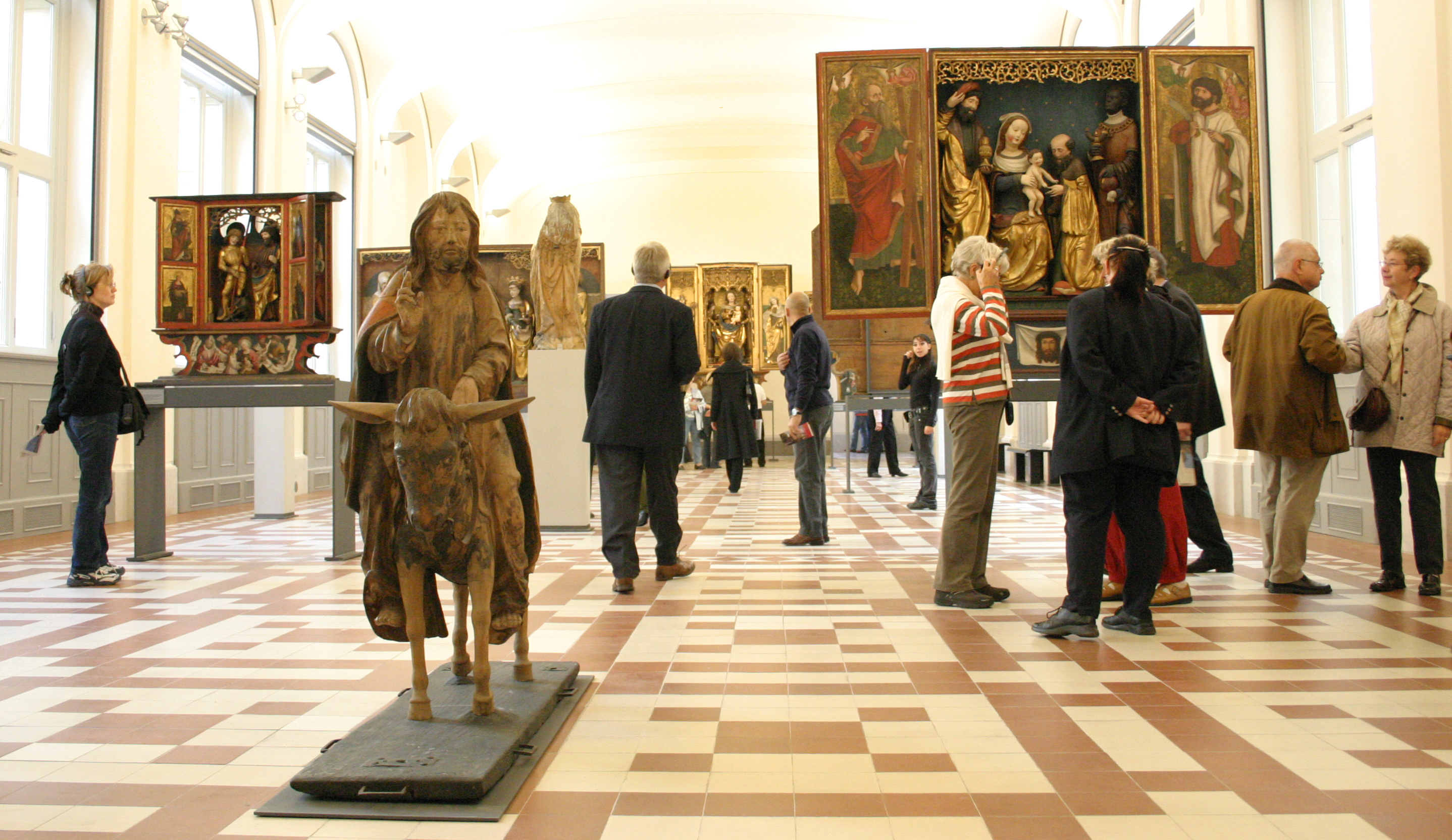
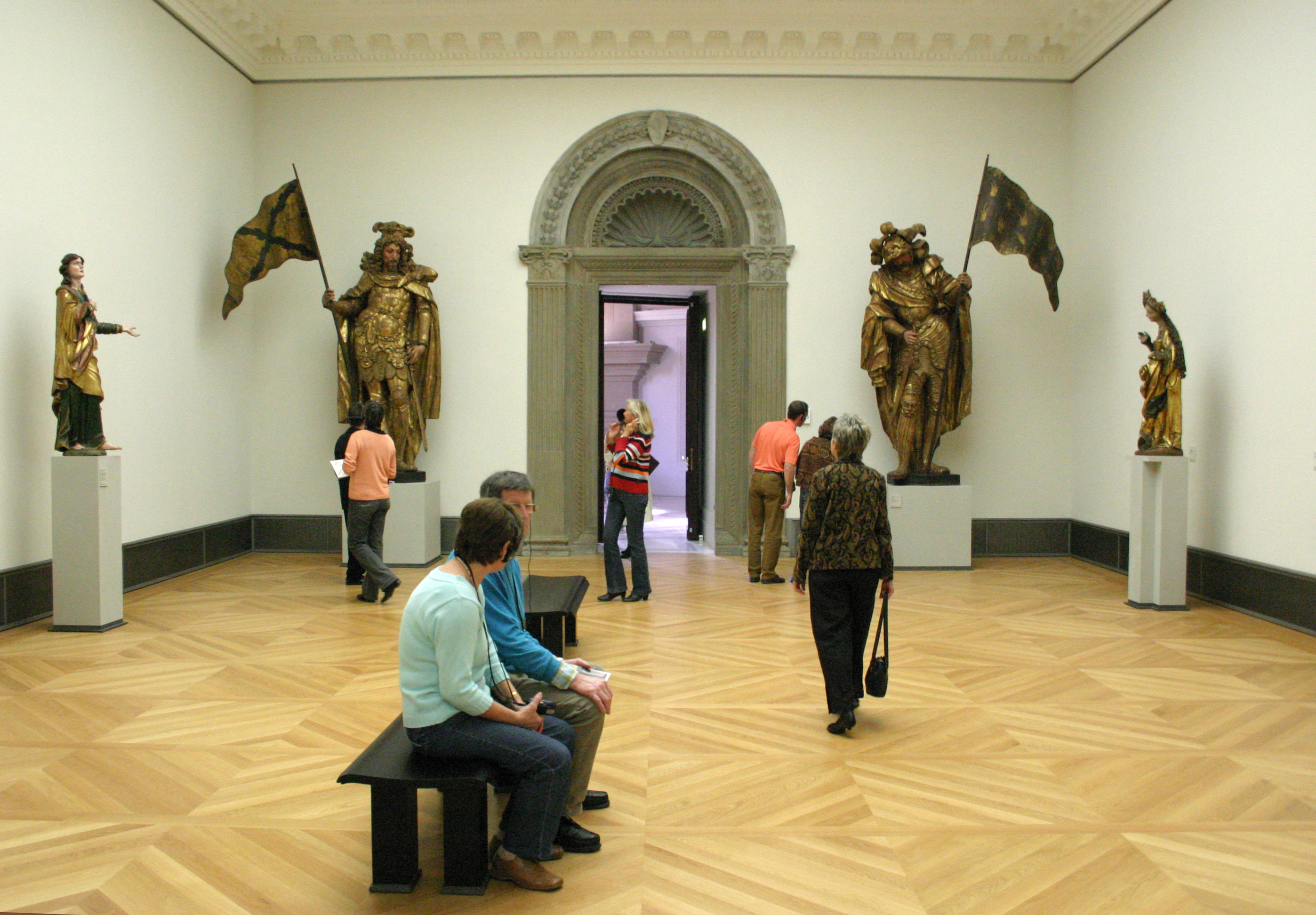
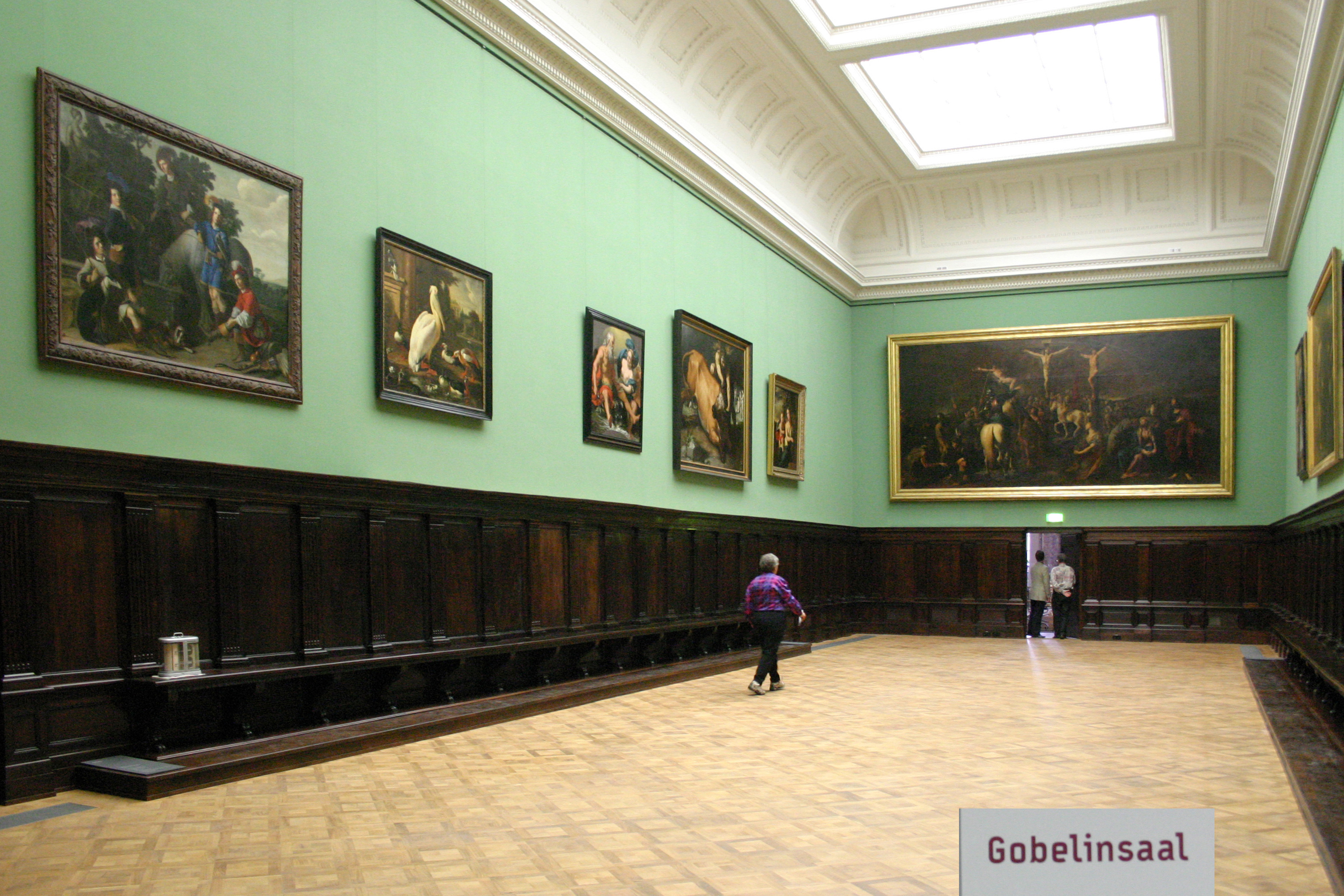
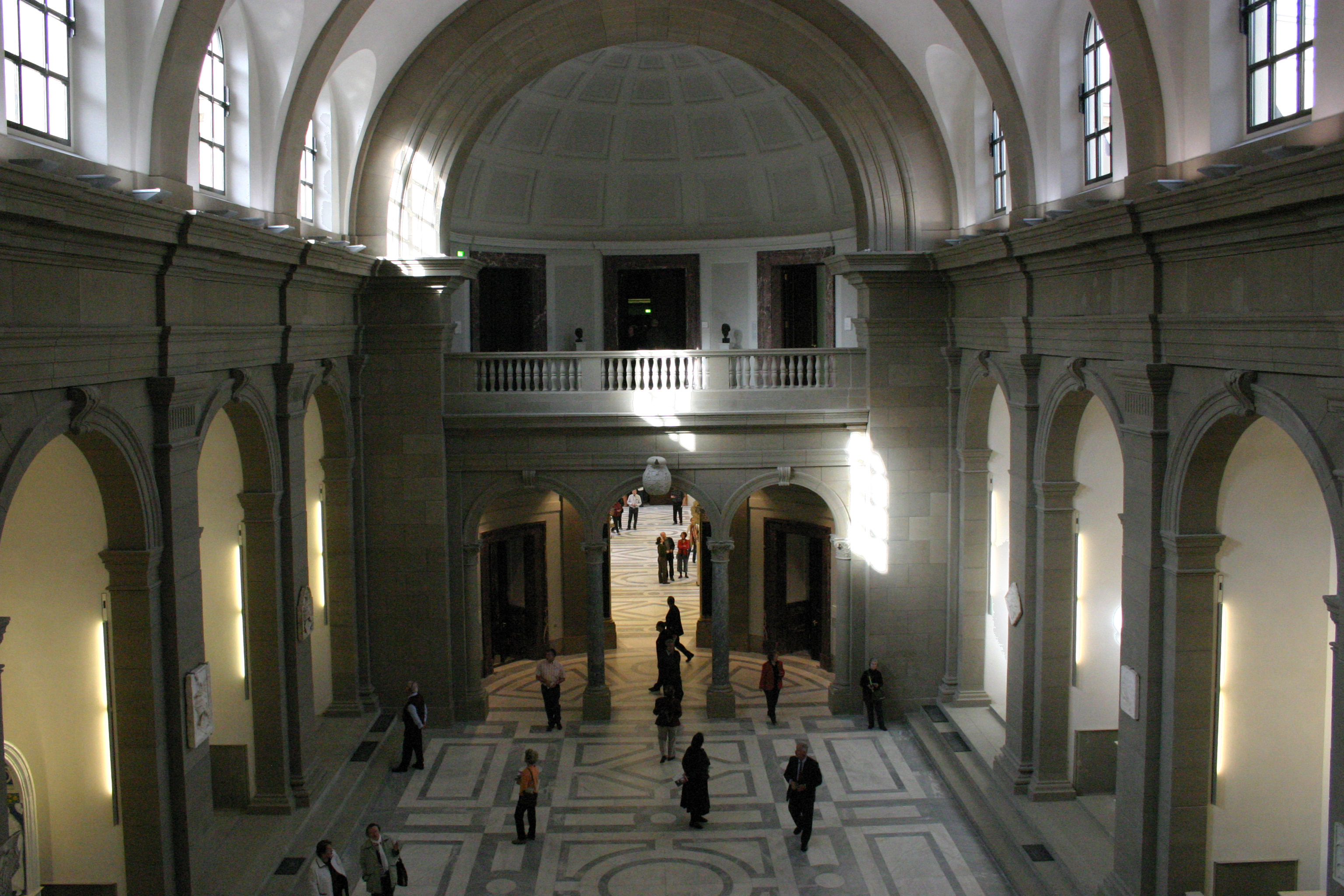
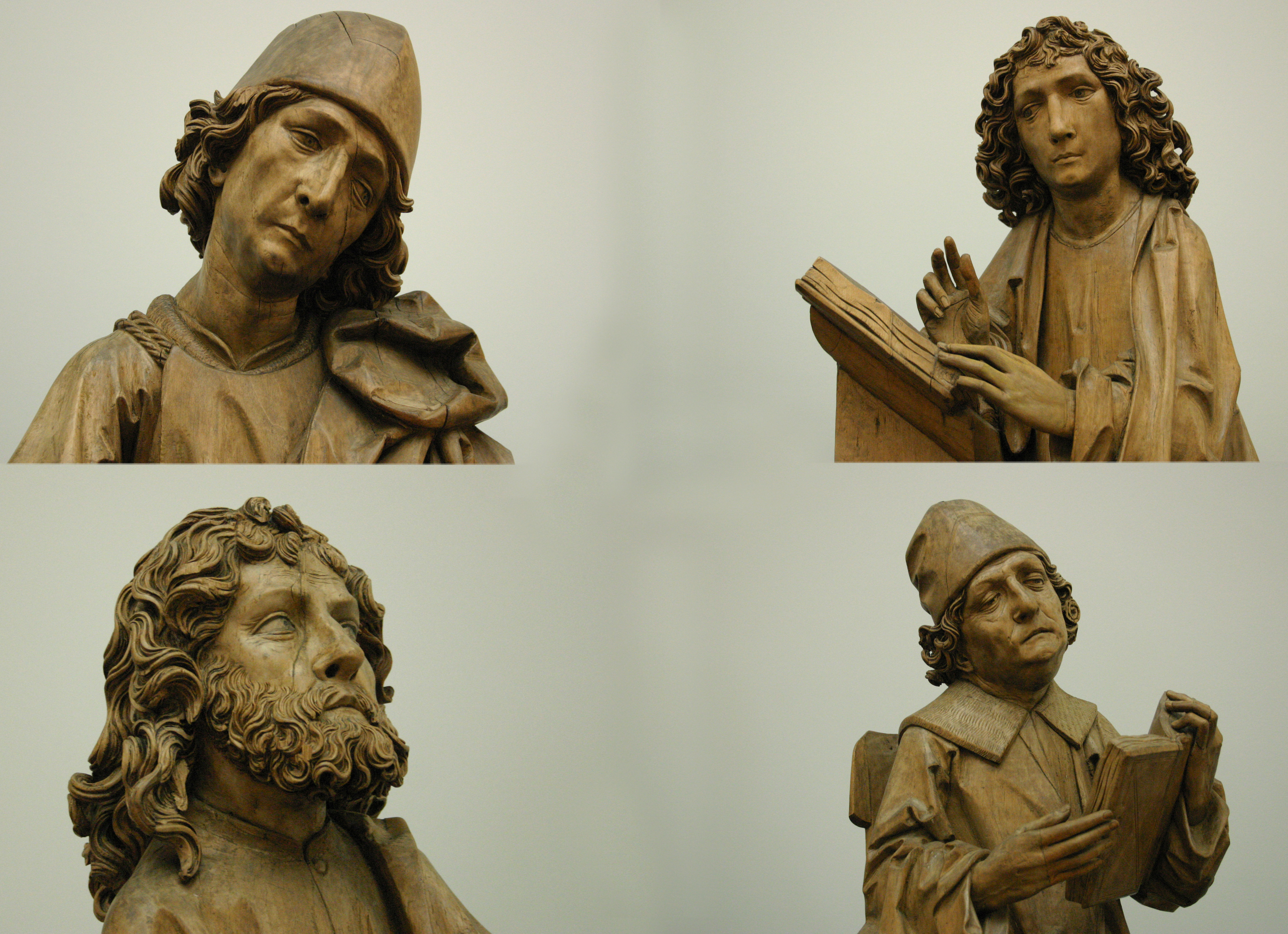
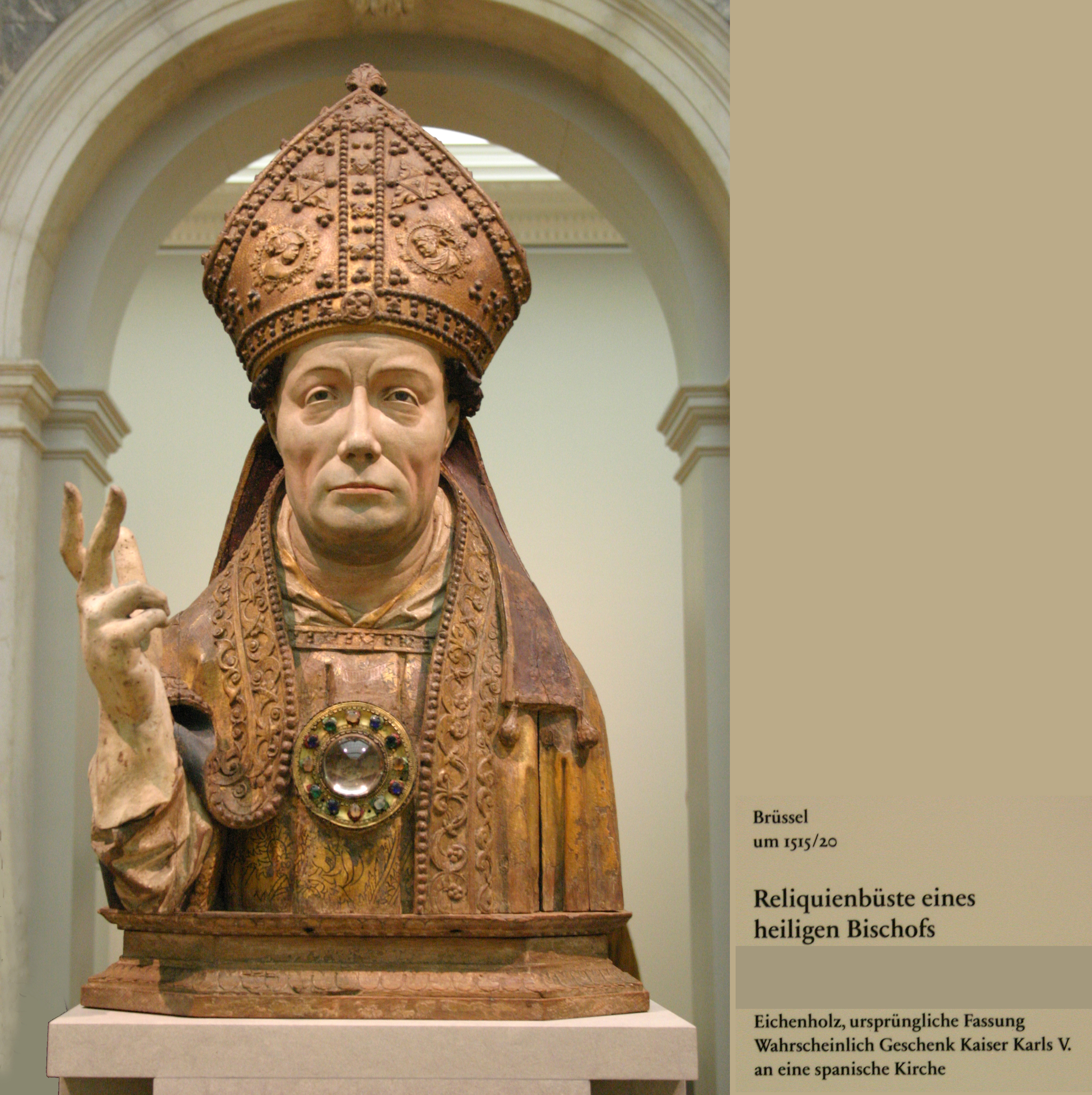